# 桂年挙
桂 年挙（かつら としたか、生没年不詳）とは、明治時代の浮世絵師。

## 来歴
月岡芳年の門人。姓は桂、俗称は荘助。作画期は明治とされ、明治31年（1898年）建立の月岡芳年翁之碑に「芳年門人」として「桂年挙」の名がある。